# U-Schnittstelle
Die U-Schnittstelle ist im ISDN-Anschlussnetz die Schnittstelle auf der Teilnehmeranschlussleitung zwischen der Ortsvermittlungsstelle und dem Netzabschluss. Die Bezeichnung mit „U“ stammt aus dem ISDN-Referenzmodell, bei dem es die Referenzpunkte S, T, U und V und entsprechende Schnittstellendefinitionen gibt.

ISDN-Referenzpunkte

Während UK0 die Bezeichnung für diese Schnittstelle am Basisanschluss ist, sind UK2 und UG2 die des Primärmultiplexanschlusses.
Für die Anschaltung von ADSL-Modems gibt es die U-ADSL-Schnittstelle. Es ist die Schnittstelle zwischen Ortsvermittlungsstelle und dem Splitter.
In Analogie zu dieser Bezeichnungsform hat die Nebenstellentechnik für entsprechende Schnittstellen, in allerdings anderer Technik, ähnliche Bezeichnungen gewählt, zum Beispiel Up0 und UpN.
Für die U-Schnittstelle gelten europaweit standardisierte physikalische und elektrische Spezifikationen, so dass es möglich ist, Netzabschlüsse (NT) unterschiedlicher Hersteller anzuschalten. Bei ADSL ist dies allerdings (noch) nicht der Fall, die U-ADSL-Spezifikation der Deutschen Telekom ist zwar allgemein zugänglich, gilt aber nur in Deutschland.